# 全国登山鉄道‰会
全国登山鉄道‰会（ぜんこくとざんてつどうパーミルかい）は、日本の登山鉄道を経営する鉄道事業者7社による親睦団体である。略称は「‰会」。団体名は勾配を表す記号「‰」にちなむ。鋼索鉄道専業会社は参加していない。

## 概要
2009年9月3日に6社で設立を発表。翌9月4日より、南海高野線が乗り入れている高野山で設立総会を開き、正式に発足した。その翌日となる9月5日には南海難波駅で第1回目の6社共同のキャンペーン活動を行った。毎年9月4日を「‰会の日」と制定。活動は主に‰会共同イベント及びキャンペーンやポスター等の共同製作等を主とする。参加各社は毎年9 - 10月、列車が斜面を登る絵のヘッドマークを車体前面に掲出している。2019年3月22日にさらに1社が加入した。
発足時のプレスリリースや、‰会ホームページの運営などは南海電気鉄道が担当している。

## 参加鉄道事業者
南海電気鉄道
高野線高野下 - 極楽橋までの10.3キロメートルの間の最急勾配が50 ‰。参加企業では唯一の大手私鉄。
神戸電鉄
全線69.6キロメートルの8割以上が勾配区間で占められ、最急勾配が50 ‰。
富士山麓電気鉄道
富士急行線大月 - 河口湖までの26.6キロメートルで約500メートルの高低差を登り、最急勾配は40 ‰。
2022年4月1日の会社分割以前は富士急行が加盟していた。
大井川鐵道
井川線千頭 - 井川までの25.5キロメートルの間の最急勾配がアプト式による90 ‰。
叡山電鉄
二軒茶屋 - 鞍馬までの4.7キロメートルの間の最急勾配が50 ‰。
小田急箱根
鉄道線（箱根登山電車）箱根湯本 - 強羅までの8.9キロメートルの間がほとんど急勾配で占められ、最急勾配は80 ‰。
2024年3月31日までは旧社名の「箱根登山鉄道」として加盟していた。
アルピコ交通
2019年3月22日加入。上高地線が標高約700メートルの区間を運行し、北アルプス登山に向かう旅客輸送を担う。

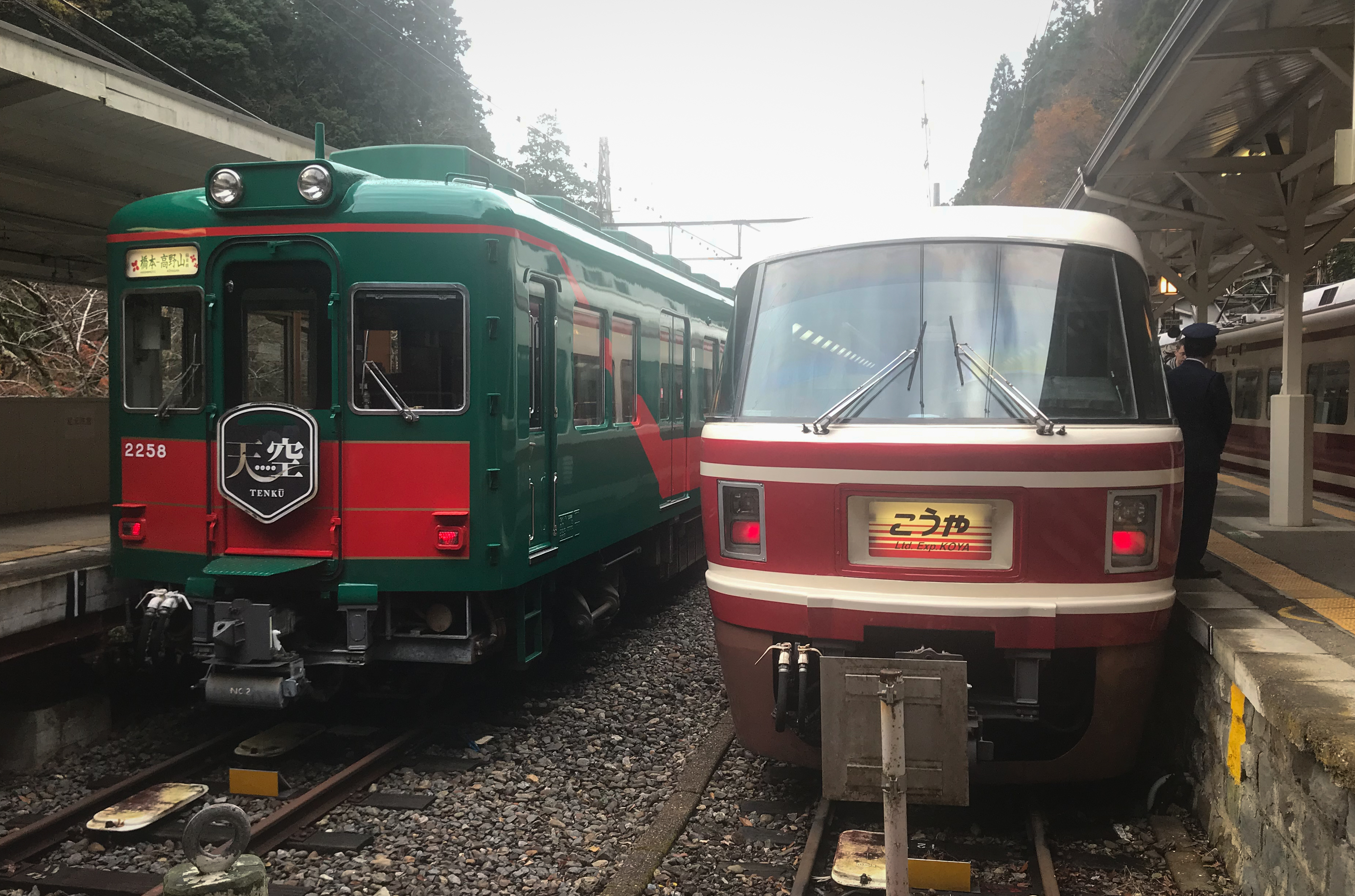
南海電気鉄道 高野線極楽橋駅の「天空」・「こうや」
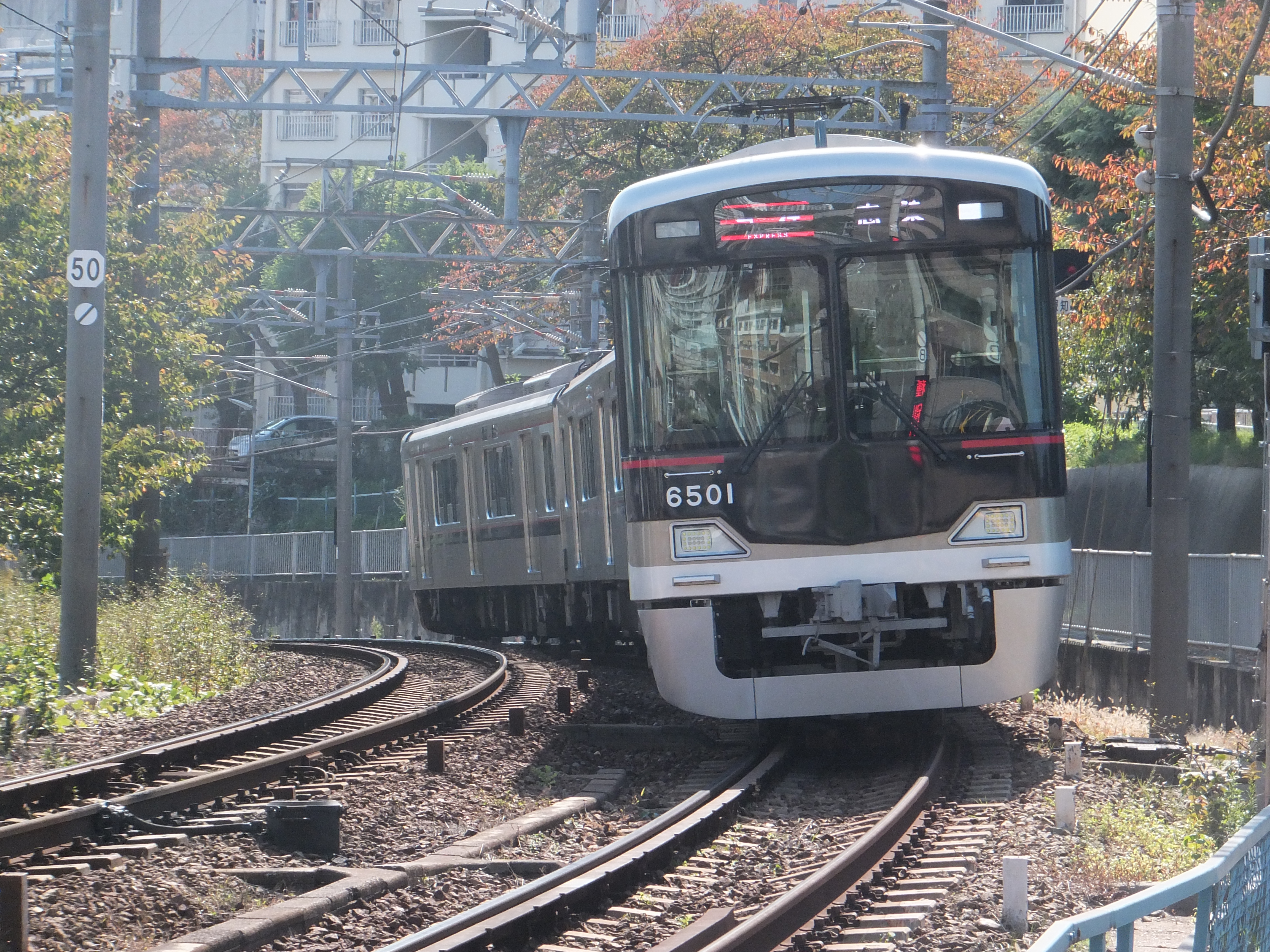
神戸電鉄 50 ‰が多くを占める有馬線
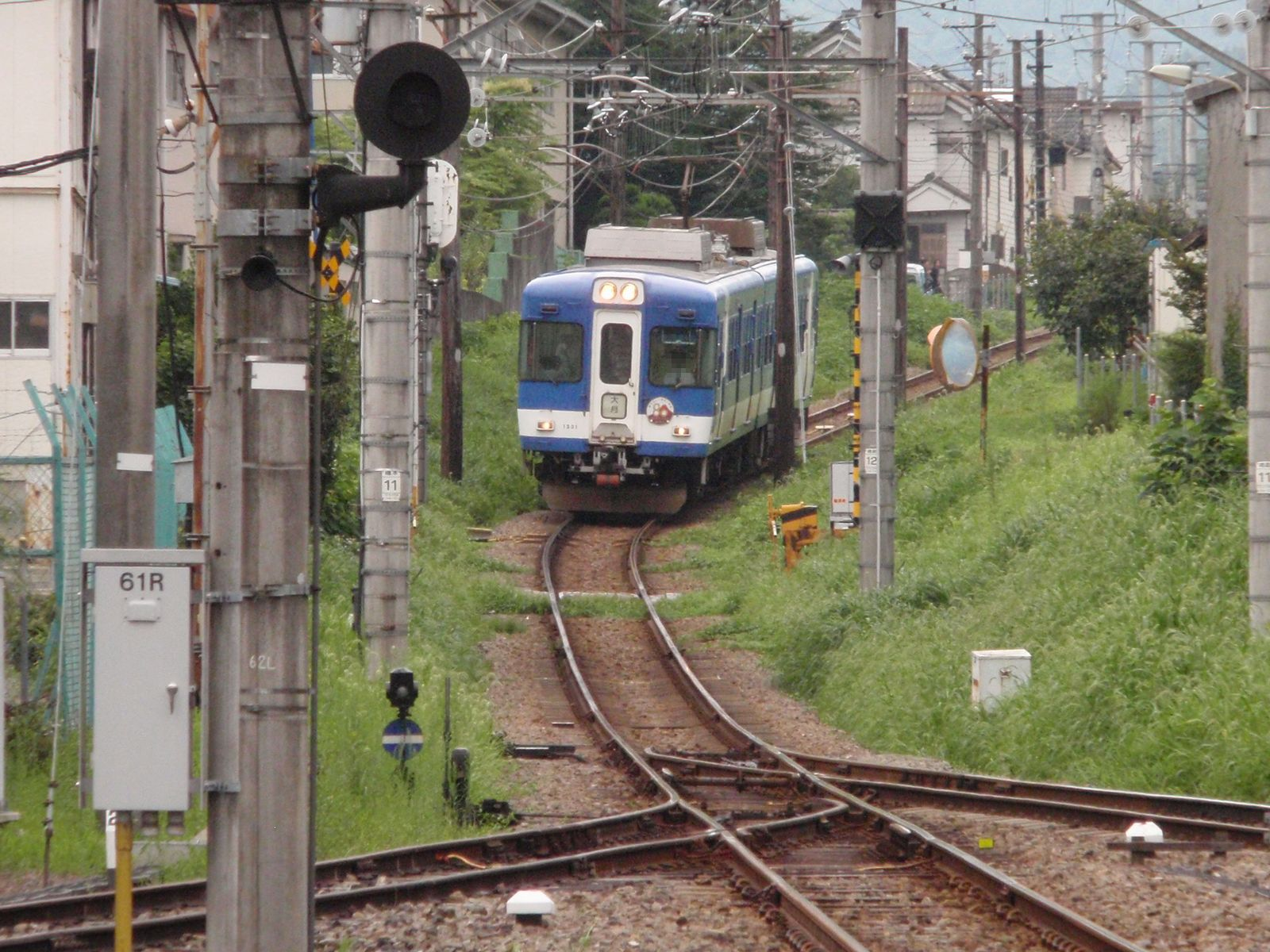
富士山麓電気鉄道 40 ‰区間を走る富士急行線
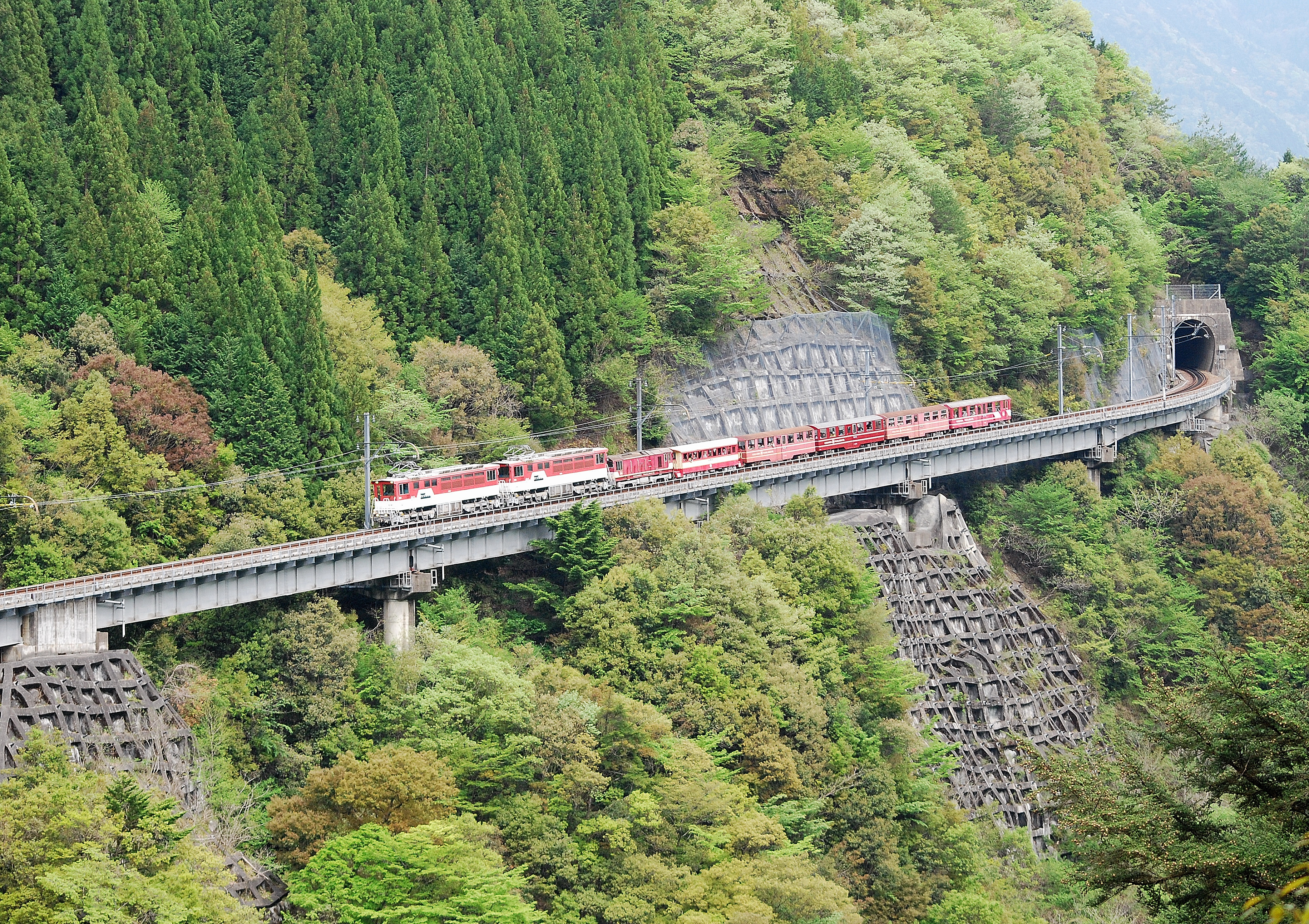
大井川鐵道 井川線アプト式区間（90 ‰）
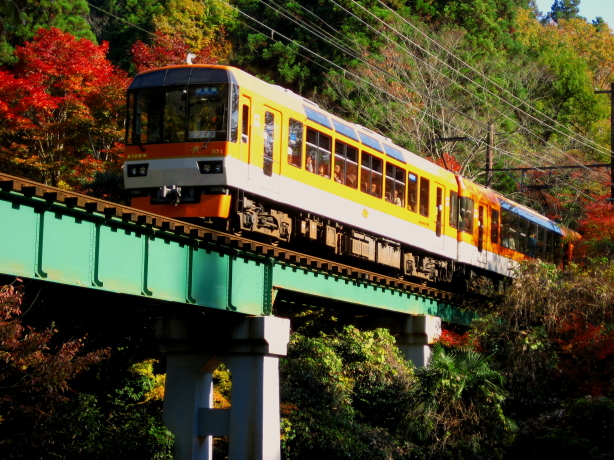
叡山電鉄 鞍馬線の「きらら」
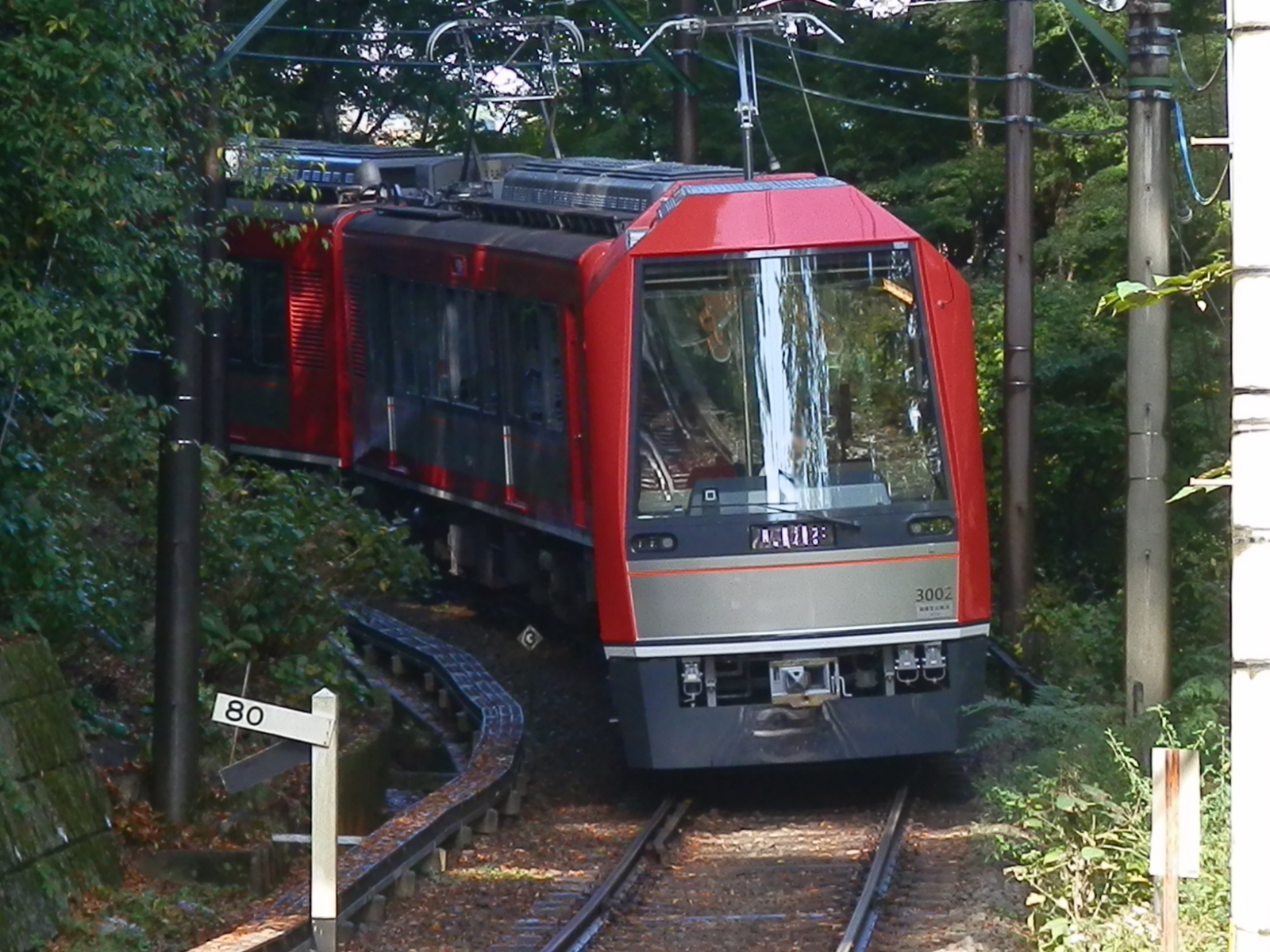
箱根登山電車 80 ‰を走る「アレグラ号」
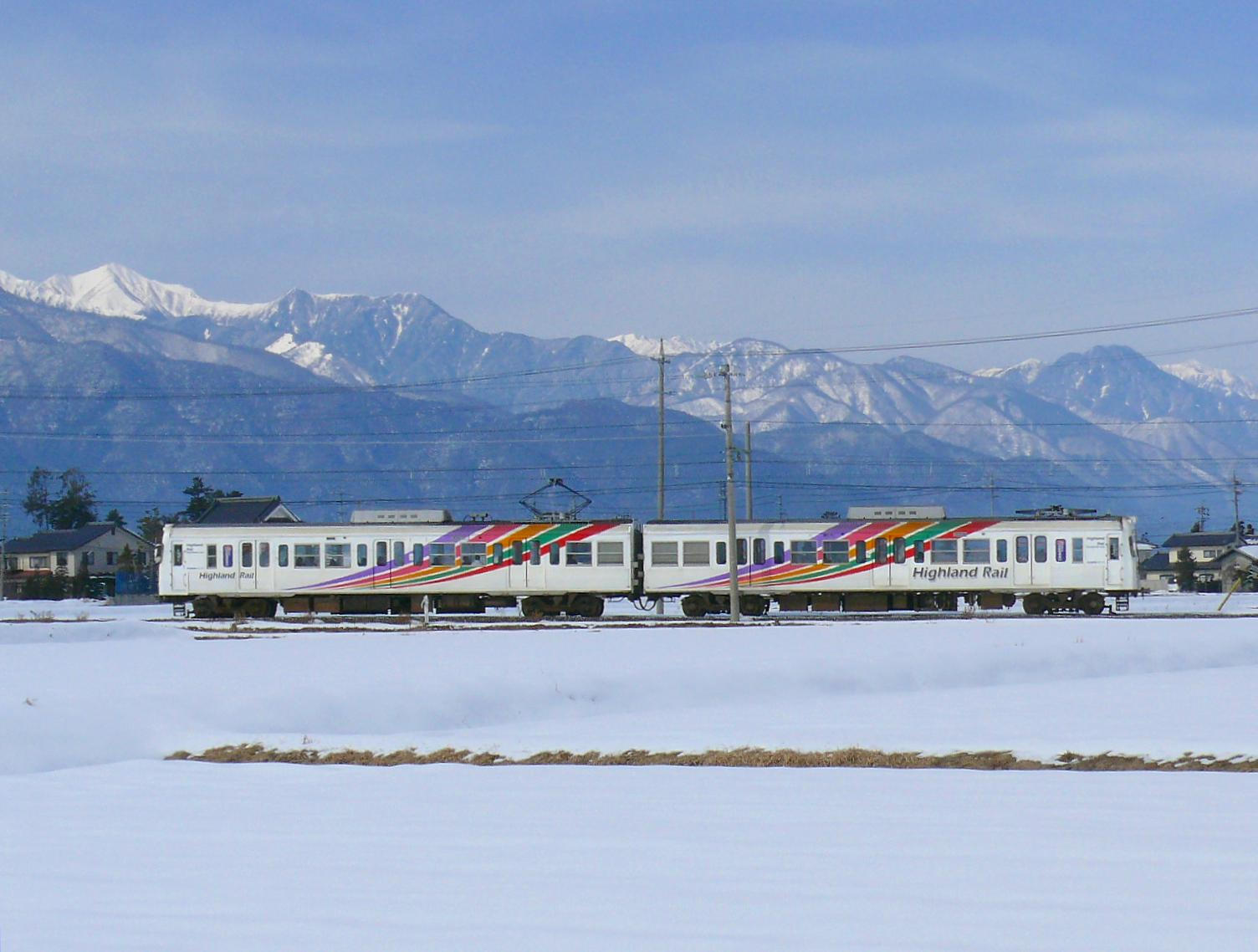
アルピコ交通 北アルプスをバックに走る

## 共同PR活動
- 2009年9月5日 - 南海難波駅で第1回目となる共同PRキャンペーン
- 2009年11月15日 - 叡山電鉄の出町柳駅で、第2回目の共同PRキャンペーン
- 2010年4月17日 - ‰会初の企画商品として各社の鉄道車両をデザインした「ピンバッジ」を個数限定で発売
- 2010年7月10日 - 箱根登山鉄道の箱根湯本駅と早雲山駅にて、第3回目の共同PRキャンペーン
- 2010年10月10日 - 「全国登山鉄道‰会」結成1周年を記念し、「‰」にちなんで2010年10月10日から、‰会のロゴマークを使用したヘッドマークを各社一斉に掲出
- 2011年9月1日 - 「全国登山鉄道‰会」結成2周年を記念し、‰会のロゴマークを使用したヘッドマークを各社一斉に掲出。同時にスタンプラリーを開催
- 2011年9月3日 - 神戸電鉄の有馬温泉駅にて、第4回目の共同PRキャンペーン
- 2017年8月11日 - 南海難波駅で山の日記念の観光宣伝とグッズ販売[4]
- 2019年3月23日 - 南海難波駅でアルピコ交通加入記念のPRキャンペーンとグッズ販売[3]
- 2025年3月24日 ‐ 日本郵便株式会社南関東支社及び信越支社、東海支社、近畿支社管内の一部の郵便局において、オリジナルフレーム切手「全国登山鉄道‰（パーミル）会」の販売を開始[5]